# Christophe Vincent
Christophe Vincent, né le 8 novembre 1992 à Bastia, est un footballeur français qui évolue au poste de milieu de terrain au SC Bastia.

## Biographie

### En club
Christophe Vincent est formé au SC Bastia et intègre l'équipe première lors de la saison 2011-2012 en prenant part à cinq rencontres lors d'une saison où le club corse termine champion puis joue ses deux matchs en Ligue 1 la saison suivante. Il évolue principalement au poste de milieu de terrain défensif.
En juin 2013, il est prêté pour la saison 2013-2014 au CA Bastia, le deuxième club de la ville, tout juste promu en Ligue 2. Il joue trente-et-une rencontres avant  retrouver son club formateur, pour la saison 2014-2015 où il dispute principalement des rencontres de CFA avec l'équipe réserve, n'apparaissant qu'à quatre reprises avec l'équipe professionnelle lors de matchs de coupes.
En fin de contrat, il rejoint le 18 juin 2015 un nouveau club corse, cette fois l'AC Ajaccio, qui évolue en Ligue 2. Pour sa première saison, il prend part à vingt-huit rencontres.
Le 23 janvier 2017, il s'engage pour 18 mois avec le Cercle Bruges, en deuxième division belge. Après plusieurs mois compliqués et une place limitée au sein de l'effectif professionnel, il est libéré par le club après la saison 2017-2018.  
Au mois d'octobre 2018, il retourne au SC Bastia, qui après une faillite, évolue dans le championnat de National 3, la cinquième division française et accepte de signer un contrat amateur,. Il participe au retour du club en Ligue 2 avec trois montée en trois ans et autant de titre de champion. 

### En sélection
Le 29 mai 2015 il honore sa première sélection avec l'équipe de Corse pour une rencontre face au Burkina Faso (victoire 1-0). Il entre en jeu à la 69e minute, remplaçant Gary Coulibaly.

## Statistiques

### En club
| Saison                | Club                  | Championnat           | Championnat | Championnat | Coupe nationale | Coupe nationale | Coupe de la Ligue | Coupe de la Ligue | Total | Total |
| Saison                | Club                  | Division              | M.          | B.          | M.              | B.              | M.                | B.                | M.    | B.    |
| 2011-2012             | SC Bastia             | Ligue 2               | 5           | 0           | 4               | 0               | -                 | -                 | 9     | 0     |
| 2012-2013             | SC Bastia             | Ligue 1               | 2           | 0           | 1               | 0               | -                 | -                 | 3     | 0     |
| 2014-2015             | SC Bastia             | Ligue 1               | -           | -           | 2               | 0               | 2                 | 0                 | 4     | 0     |
| Sous-total            | Sous-total            | Sous-total            | 7           | 0           | 7               | 0               | 2                 | 0                 | 16    | 0     |
| 2013-2014             | CA Bastia (prêt)      | Ligue 2               | 27          | 1           | 3               | 0               | 1                 | 0                 | 31    | 1     |
| 2015-2016             | AC Ajaccio            | Ligue 2               | 25          | 0           | 2               | 0               | 1                 | 0                 | 28    | 0     |
| 2016-2017             | AC Ajaccio            | Ligue 2               | 17          | 0           | 3               | 0               | 1                 | 0                 | 21    | 0     |
| Sous-total            | Sous-total            | Sous-total            | 42          | 0           | 5               | 0               | 2                 | 0                 | 49    | 0     |
| 2016-2017             | Cercle Bruges         | Proximus League       | 9           | 0           | -               | -               | -                 | -                 | 9     | 0     |
| 2017-2018             | Cercle Bruges         | Proximus League       | 9           | 1           | 2               | 0               | -                 | -                 | 11    | 1     |
| Sous-total            | Sous-total            | Sous-total            | 18          | 1           | 2               | 0               | -                 | -                 | 20    | 1     |
| 2018-2019             | SC Bastia             | National 3            | 14          | 5           | 6               | 1               | -                 | -                 | 20    | 6     |
| 2019-2020             | SC Bastia             | National 2            | 17          | 1           | 1               | 1               | -                 | -                 | 18    | 2     |
| 2020-2021             | SC Bastia             | National              | 29          | 3           | -               | -               | -                 | -                 | 29    | 3     |
| 2021-2022             | SC Bastia             | Ligue 2               | 37          | 2           | 3               | 0               | -                 | -                 | 40    | 2     |
| 2022-2023             | SC Bastia             | Ligue 2               | 30          | 1           | 1               | 0               | -                 | -                 | 31    | 1     |
| 2023-2024             | SC Bastia             | Ligue 2               | 34          | 3           | -               | -               | -                 | -                 | 34    | 3     |
| 2024-2025             | SC Bastia             | Ligue 2               | 27          | 5           | 2               | 0               | -                 | -                 | 29    | 5     |
| 2025-2026             | SC Bastia             | Ligue 2               | 1           | 0           | -               | -               | -                 | -                 | 1     | 0     |
| Sous-total            | Sous-total            | Sous-total            | 189         | 20          | 13              | 2               | -                 | -                 | 202   | 22    |
| Total sur la carrière | Total sur la carrière | Total sur la carrière | 283         | 22          | 30              | 2               | 5                 | 0                 | 318   | 24    |

## Palmarès
Il est Champion de France de Ligue 2 en 2012 avec le SC Bastia.
Il est également champion de National 3 en en 2019, de National 2 en 2020 et de National en 2021 avec le SC Bastia.